# Howling II: Your Sister Is a Werewolf
Aullidos 2: Stirba, la mujer lobo (Howling II: Stirba - Werewolf Bitch) es un largometraje británico-estadounidense, cuya producción se desplazó a la antigua Checoslovaquia. Perteneciente al género fantástico y terrorífico, fue dirigido por Philippe Mora y protagonizado por Christopher Lee. Supuso la primera de las secuelas de Aullidos (The Howling, 1981), un título sobre licantropía u hombres lobo dirigido por Joe Dante.
 Algunos elementos de esta secuela son deliberadamente divergentes con respecto a la película original. El título hace referencia al personaje que interpreta la austriaca Sybil Danning, una reina de los hombres lobo.

## Argumento
Los Ángeles, California; Ben White (Reb Brown) asiste al funeral de su hermana, la periodista Karen White. Ben encuentra allí a Jenny Templeton (Annie McEnroe), una de las colegas de Karen en televisión, y a Stefan Crosscoe (Christopher Lee), un misterioso hombre que ha asistido a la ceremonia en un segundo plano; Crosscoe cuenta a Ben que Karen se había convertido en una mujer lobo. Al funeral también asisten Mariana y Erle, otros dos desconocidos para Ben. Estos y otros que les acompañan son un grupo de hombres y mujeres lobo, quienes después buscan nuevas víctimas en un local punk; Mariana atrae a un grupo de jóvenes a una fábrica abandonada, donde los licántropos les dan muerte violentamente. Stefan le muestra a Ben como evidencia de la transformación una videocinta en la que se registró la muerte de Karen. Crosscoe convence a Ben y a Jenny de acudir al cementerio para impedir que Karen regrese de la tumba como mujer lobo. Allí han de enfrentarse a Mariana (Marsha Hunt) y Erle (Ferdy Mayne), seguidores de Stirba, una reina de los hombres lobo dotada del don de la inmortalidad. Crosscoe logra arrancar a uno de ellos, el moribundo Erle, que Stirba y sus hombres lobo tienen su refugio en un castillo de Transilvania.
Crosscoe, Ben y Jenny se dirigen a Transilvania, alojándose en un hotel y encontrándose con un festival de folclore local. También llega hasta allí Mariana, que junto a sus hombres lobo mata a dos viajeros alemanes. Stirba logra rejuvenecer en una ceremonia en la que se nutre de la sangre de una virgen, y utiliza sus poderes para enfrentarse a sus enemigos, quienes obtienen la colaboración de un sacerdote y se dirigen al castillo. Stirba y Mariana mantienen secuestrada a Jenny, esta es liberada por Ben, quien mata a Mariana. Stirba mata al sacerdote y se enfrenta a Crosscoe, pereciendo ambos. Ben y Jenny regresan a Los Ángeles, donde abren la puerta a un hombre lobo, al que creen un niño disfrazado para la festividad de Halloween, hasta que hablan con su vecino, un sacerdote.

## Historia
El guion se basó en Howling II: The Return, novela escrita en 1979 por Gary Brandner; Brandner coescribió el guion junto a Robert Sarno. En la trama introduce elementos de las culturas eslava y gitana, además de ambientar la historia en la región balcánica de Transilvania. Es la única película de la serie en la que Brandner colaboró, quien se había mostrado bastante crítico con la adaptación que se hiciera de su novela The Howling para la película homónima dirigida por Joe Dante en 1981, cuatro años después de la publicación de la novela.
La historia es la única que sigue los acontecimientos de la película original, recuperando el personaje de Karen White como hilo argumental con aquella.

## Temas
El director Philippe Mora contó que una inspiración para Stirba, una ambigua reina de los hombres lobo de diez mil años de antigüedad, fue el erotismo del estilo de la nueva ola o New Wave. El contenido sexual resulta evidente en el personaje de Danning y las ceremonias presididas por esta en el castillo, en las que no faltan apuntes de sadomasoquismo. Las imágenes de la película también contienen algunos elementos gore: la mano amputada de una de las víctimas de los hombres lobo; el momento en el que a un actor enano le estallan los ojos por el influjo de Stirba, o la escena en la que Jenny, secuestrada y amordazada en el castillo, es mostrada totalmente cubierta de sangre.

## Producción
Aunque la historia se ambiente en la (recurrente para el fantástico) región rumana de Transilvania, el rodaje se llevó a cabo realmente en localizaciones de Checoslovaquia: Praga, Mělník y  Cesky Krumlov, en Bohemia Central, además de en los estudios Filmove Studio Barrandov de Praga; algunas escenas fueron rodadas en Los Ángeles, California.
La película contó con abundancia de equipo técnico y artístico checoslovaco, además de con un productor asociado para el rodaje en tierras checoslovacas. El rodaje en Praga, luego muy frecuentada por las producciones occidentales debido a su riqueza monumental, ofrecía todavía bastantes dificultades en la época comunista: el gobierno de Checoslovaquia asignó a Mora un ayudante de dirección que no sabía nada sobre como rodar una película. Mora deseaba «literalmente importar la basura de las calles de América para cubrir la pulcritud de las calles comunistas». Cuando los encargados locales de casting buscaban extras para punks, se presentaron un millar de individuos: semejante concentración de gente rebasaba lo habitual en las calles de la Checoslovaquia comunista, con el resultado de que las autoridades locales requirieron la presencia de la policía y el ejército. Un coronel checo advirtió a Mora de que «puede terminar de rodar la escena, pero tendrá que hacerlo con grupos de no más de tres personas».
Philippe Mora reveló que la escena en la que Sybil Danning mostraba sus generosos senos era repetida hasta setenta veces en los créditos finales.
En otras escenas de la película cubría sus pechos con su abundante melena o vestía una llamativa armadura metálica, combinada con gafas de sol.

## Reparto

### Valoraciones sobre los actores
En el reparto destaca claramente Christopher Lee, legendario actor de cine fantástico y de terror para productoras como Hammer Films, más recientemente brillante secundario en la serie dedicada a El señor de los anillos. Christopher Lee declaró en una entrevista, con motivo del estreno en Estados Unidos, que aceptó para participar en la película fue el que nunca había aparecido en una película sobre hombres lobo. Lee coincidió en esta película con Marsha A. Hunt, quien ya había aparecido junto a él en Dracula AD 1972. En 1990 Lee fue escogido para el reparto de Gremlins 2, coincidiendo así también con el director original de la serie Aullidos, Joe Dante.
Los jóvenes actores Reb Brown (Yor, el cazador que vino del futuro) y Annie McEnroe (La mano, de Oliver Stone y junto a Michael Caine) también tenían algo de experiencia en el
género. El director Philippe Mora opinó que la pareja protagonista, Reb Brown y Annie McEnroe estuvieron muy mal en sus papeles frente al veterano Christopher Lee, comportándose fuera del set de
rodaje como si desearan largarse.

### Intérpretes y personajes
| Actor               | Personaje                    |
| ------------------- | ---------------------------- |
| Christopher Lee     | Stefan Crosscoe              |
| Annie McEnroe       | Jenny Templeton              |
| Reb Brown           | Ben White                    |
| Marsha A. Hunt      | Mariana                      |
| Sybil Danning       | Stirba                       |
| Judd Omen           | Vlad                         |
| Ferdy Mayne         | Erle                         |
| Patrick Field       | Deacon                       |
| Jimmy Nail          | Dom                          |
| Steven Bronowski    | Moon Devil                   |
| James Crawford      | Sacerdote americano          |
| Jirí Krytínar       | Vasile                       |
| Ladislav Krecmer    | Padre Florin                 |
| Jan Kraus           | Tondo                        |
| Petr Skarke         | Konstantin                   |
| Igor Smrzik         | Luca                         |
| Ivo Niederle        | Grigore                      |
| Ed Kleynen          | Fred Francis                 |
| Miro Sustr          | Vecino                       |
| Anna Maria Kolarova | Niño disfrazado en Halloween |
| Jitka Asterova      | Chica en el club punk        |
| Hana Ludvikova      | Karen White                  |
| Shirley Hanson      | Madre                        |
| Ludmila Safarova    | Florica                      |
| Valerie Kaplanova   | Estirba envejecida           |
| Miriam Lugerova     | Chica                        |
| John Brown          | Sacerdote                    |

## Banda sonora
La música punk, muy presente todavía en la escena alternativa británica de los años 80, es utilizada para la ambientación musical de la película. En algunas escenas aparece el grupo musical Babel interpretando el tema principal: Howling, escrita por Stephen W. Parsons.;
dicho grupo estaba formado por Stephen Parsons (cantante), Chris Pye (guitarra), Simon Etchell (teclado) y Steve Young (batería). Babel fue una poco conocida banda de New wave, aunque en los créditos finales aparecen como
una banda de punk, un estilo muy alejado de aquel. Tres de estos músicos tocarían después en otra banda, State Project. Etchell compuso la sintonía para el programa de la televisión británica Catchphrase, así como otras muchas sintonías de televisión y la banda sonora de la película Vanished (2009).
Parsons aparece acreditado en el apartado musical en los créditos iniciales; música adicional corrió a cargo de Robert Randles. La banda sonora original fue lanzada por Filmtrax Records.

## Títulos
Se conoce a la película como Howling II: Your Sister is a Werewolf (estreno original en salas, en los créditos iniciales Howling II...Your Sister is a Werewolf), Aullidos 2 (España), Aullidos 2: Stirba, la mujer lobo (España), Aullido 2: Stirba, la Perra Loba (México), Das Tier II (Alemania Occidental),Howling II - L'ululato (Italia), Hurlements II (Francia), I gynaika lykanthropos (Grecia), Üvöltés 2. - A nővéred egy vérfarkas (Hungría), y Vampiros em Fúria en Portugal.
En una distribución posterior en Estados Unidos, la película acompañó al título Howling II con mensajes como The rocking, shocking new wave of horror! y It's Not Over Yet. En su lanzamiento en video fue titulada Howling II: Stirba - Werewolf Bitch, con la frase publicitaria She'll bring out the beast in you!.

## Clasificación
Los créditos finales merecieron a la película una clasificación restrictiva R por parte de la MPAA. En dichos créditos se alternan escenas eliminadas y material alternativo con la actuación del grupo Babel interpretando el tema principal Howling; una misma escena se repite hasta dieciocho veces, la de Stirba (Sybil Danning)
rasgando su camiseta y mostrando sus pechos, con un montaje que sugiere alternativamente sorpresa o escándalo por parte de otros personajes.

## Distribución
Hemdale Films estrenó la película en Inglaterra y Francia en 1985; la película se estrenó en Francia el 28 de agosto de 1985, haciéndolo en Estados Unidos en enero de 1986.
Distribuida en VHS por HBO / Cannon Home Video y Home Video; MGM Home Entertainment la relanzó en DVD como Your Sister Is a Werewolf en 2005, y la relanzó de nuevo en 2010 formando parte de un lote de dos discos, que incluía juntas Aullidos 2: Stirba, la mujer lobo (Your Sister Is a Werewolf, 1985) y Aullidos (The Howling, 1981).

## Recibimiento
La película no generó demasiada atención, fallando a la hora de obtener un éxito comercial equiparable al de su predecesora Aullidos; la serie que arrancaba con la película original de Joe Dante se mantuvo con más secuelas, pero progresivamente mediocres y relegadas al mercado del vídeo.
Roger Ebert opinó acerca del trabajo de Sybil Danning que no era la peor película que había hecho, concediendo que resultaba adecuada para presidir los extraños rituales en los que se rendía culto a Stirba. La escena donde rasgaba su vestuario es repetida durante los créditos finales, y según Ebert, "provee a la película de su segundo y tercer momentos de interés".

Variety destacó que Christopher Lee asumiera el rol de Stefan Crosscoe, un cazador de vampiros, lo que contrastaba mucho con sus apariciones anteriores en el fantástico; por lo demás, añade que "la película carece de suspense y resulta predecible". También le achacaba a la película el que, "pese a haber sido rodada principalmente en Checoslovaquia, la producción se mostraba incapaz de sacar provecho de los escenarios".
Brian J. Dillard la calificaba en AllRovi de "risible y estúpido ejercicio de secuela de horror", destacando el "sex appeal" de Sybil Danning y el trabajo de las veteranas estrellas del cine de horror Christopher Lee y Ferdy Mayne: "parecían ser usados para suplir la falta del ingenio y los inventivos efectos que caracterizaron al Aullidos original.
El guion revela numerosos clichés del cine de horror; concluye escribiendo que las secuelas de Aullidos pueden tender a la banalidad y a la ineptitud.
A fecha de octubre de 2013, los usuarios de IMDb valoraban muy pobremente la película, alcanzando esta solo una calificación de 3,0 sobre 10.

## Versiones alternativas
La versión original estrenada en cines, Howling II: Stirba - Werewolf Bitch duraba 87 minutos. Esta versión fue distribuida con ese título y misma duración
en VHS por HBO / Cannon Home Video y Home Video. La versión reeditada para la televisión TV duraba 91 minutos, e incluía una nueva escena antes de los créditos finales, añadiendo nuevos créditos con el fin de reemplazar el topless de Sybil Danning en la secuencia final clasificada originalmente como R
.
Los títulos finales en televisión incluyen también música que no sonaba en la versión en cines.